# María Delia Millán
María Delia Millán, conocida también como María Delia Millán de Palavecino y con el sobrenombre de Titú (27 de febrero de 1902 - 20 de septiembre de 1994) fue una investigadora argentina especializada en la conservación y relevamiento de lenguas y tradiciones del noreste argentino.

## Investigaciones
María Delia Millán fue una destacada investigadora y conservadora, comenzó a trabajar en el año 1927 junto con su marido Enrique Palavecino, con quien realizó relevamientos y estudios de las lenguas de la región Chaqueña de la Argentina entre dicho año y 1947. Con el tiempo se fue especializando en el relevamiento, conservación y estudio de textiles artesanales sobre los que escribió numerosos artículos. Se ocupó de difundir el conocimiento sobre las artesanías y organizó cursos de folklore que estuvieron a cargo de especialistas como Bruno Jacobella y Ramón Alberto Alderete Núñez. A lo largo de sus estudios logró reunir una importante colección de documentos que abordan estudios sobre pueblos indígenas, en los que se plasma información sobre tecnologías, arte popular, artesanías, relatos y narraciones, así como también objetos de platería criolla, cestería, indumentaria del noroeste, imaginería, cuero, talla en madera, ajuar, mobiliario rural, tintes, arte plumario y lexicografía especialmente de la Región Chaqueña. Parte de estos documentos, junto con otros más, forman parte de los fondos documentales del Museo Etnográfico Juan Bautista Ambrosetti en la ciudad de Buenos Aires. 

## Carrera académica
En 1930, obtuvo el cargo de Adscripta en la Sección de Arqueología del Museo Argentino de Ciencias Naturales. En 1937 llegó a ser Jefa interina y luego Ayudante titular de la Sección de Etnografía de esa institución. En 1948 se desempeñó como Conservadora del Museo Municipal de Bellas Artes. 
Integró también la Carrera de Investigación Científica del Consejo Nacional de Investigaciones Científicas y Técnicas (CONICET) y se desempeñó como Adscripta honoraria al Departamento de Ciencias Antropológicas de la Facultad de Filosofía y Letras de la Universidad de Buenos Aires. Fue también Directora honoraria del Museo Americanista de Lomas de Zamora, de la Provincia de Buenos Aires.
La experiencia que había adquirido en 1949 como encargada de las colecciones del Museo de Arte Popular José Hernández durante la gestión de Rafael Jijena Sánchez, permitió que fuera nombrada directora de este museo entre los años 1968 y 1973. En esta época eran convocadas por el museo reconocidas figuras de la investigación académica para brindar conferencias con el objetivo de despertar el interés y difundir el conocimiento sobre la antropología y el folklore. Entre ellas puede mencionarse a Susana Chertudi, especialista en folklore; el antropólogo Marcelo Bórmida; Fernando Márquez Miranda, historiador y arqueólogo y Olga Fernández Latour de Botas profesora de folklore.
Otro hecho a destacar fue la creación de la Asociación de Amigos del Museo de Arte Popular que tuvo como primeros presidente y vicepresidente al ingeniero Víctor Peláez y al Dr. Ramón Alderete Núñez respectivamente. Uno de sus presidentes honorarios en la década de 1970 fue el corredor de automovilismo Juan Manuel Fangio.
Durante su gestión se realizaron las exposiciones de artesanías argentinas en el Museo de las Américas de Madrid donde el Museo de Arte Popular José Hernández mostró al mundo sus colecciones de cuero y platería logrando por primera vez una proyección internacional.